# Emil Faber
Emil Faber (* 27. Juni 1861 in Küstrin; † 15. Juni 1930 in Frankfurt (Oder)) war Schuhmachermeister und Mitglied des Deutschen Reichstags.

## Leben
Faber kam im Jahr 1872 von Küstrin nach Frankfurt (Oder) und wurde 1908 erstmals in die dortige Stadtverordnetenversammlung gewählt.
Von September 1910 bis 1912 war er Mitglied des Deutschen Reichstags für den Wahlkreis Frankfurt 4 (Frankfurt (Oder), Lebus) und die SPD.
Im November 1918 wurde er Zweiter Vorsitzender des Frankfurt Arbeiter- und Soldatenrates und im März 1919 Erster Stellvertretender Vorsitzender der Frankfurter Stadtverordnetenversammlung. Von 1919 bis 1921 war er Mitglied der verfassunggebenden preußischen Landesversammlung und bis zu seinem Tode Mitglied des Landtages (Freistaat Preußen).